# Hyperbola GNU/Linux-libre
Hyperbola GNU/Linux-libre es un sistema operativo para arquitecturas i686 y x86-64. Está basado en snapshots de Arch y desarrollo de Debian. Incluye componentes de sistema operativo GNU y el kernel Linux-libre en vez del kernel Linux genérico. Hyperbola está listada por la Fundación de Software Libre como un sistema operativo completamente libre, fiel a las Pautas de Distribución del Sistema Libre.
A diferencia de Arch, Hyperbola utiliza el modelo de soporte a largo plazo como Debian, un modelo adaptado para extender el período de mantenimiento del software y alterar el tipo y la frecuencia de las actualizaciones de software (parches) para reducir el riesgo, los gastos y la interrupción de la implementación del software, promoviendo la fiabilidad del software.

## Historia
Hyperbola nació en la 17.ª edición del Fórum Internacional Software Livre (Porto Alegre, Brasil). El desarrollo oficial de Hyperbola comenzó por sus fundadores el 15 de abril de 2017. El proyecto lanzó su canal IRC oficial en Freenode y servidor web en Gandi. El sitio se publicó el 20 de mayo de 2017 y la primera versión estable se lanzó el 13 de julio de 2017.
El 5 de agosto de 2017, Hyperbola decidió eliminar la compatibilidad con systemd y utilizar OpenRC como su sistema de inicio por defecto para respaldar la Campaña por la Libertad de Init creada por Devuan.
El 6 de diciembre de 2018, Hyperbola fue reconocida como un proyecto completamente libre por GNU, por lo que forma parte de la lista de distribuciones libres de la FSF.
El 23 de septiembre de 2019, Hyperbola anunció su primer lanzamiento con la implementación de Xenocara como su servidor gráfico predeterminado para el Sistema de Ventanas X y LibreSSL como su biblioteca de criptografía predeterminada del sistema.
En diciembre de 2019, Hyperbola anunció que dejaría de ser una distribución de Linux y que se convertiría en una bifurcación dura de OpenBSD con licencia GPL. El proyecto citó objeciones a los desarrollos recientes en el kernel de Linux que consideraban un "camino inestable", incluida la inclusión de soporte opcional para Protección de contenido digital de alto ancho de banda, el kernel "escrito sin tener en cuenta la seguridad", GNU y "core " componentes con dependencias no opcionales y respaldo del lenguaje de programación Rust, debido a las objeciones a la política de marcas registradas de la Fundación Mozilla y "un repositorio de código centralizado que es más propenso a ataques cibernéticos y generalmente requiere acceso a Internet para su uso". El soporte para la versión de Linux cesará al final del ciclo de vida de su versión actual.

## Nombre de origen
El nombre de Hyperbola fue idea de Crazytoon (uno de los fundadores de Hyperbola) que tenía planes de desarrollar Hyper Bola, una nueva modificación del personaje Bola adaptada como mascota oficial de Hyperbola. Dado que Hyperbola (en matemáticas) y su personaje planificado producen un juego de palabras, Hyperbola fue el nombre elegido por sus fundadores.

## Contrato social
Hyperbola ha establecido un Contrato Social. El contrato social de Hyperbola compromete el proyecto con la comunidad de software libre, la cultura libre, la privacidad, la estabilidad y los paquetes de sistemas basados en Arch, sin embargo, bajo los principios de estabilidad, desarrollo y mantenimiento de Debian.
 Bajo el convenio se incluyen las Pautas de Distribución de Sistemas Libres de GNU.

## Desarrollo

### Pautas de empaquetado
Hyperbola ha establecido unas pautas de empaquetado. Las Pautas de Empaquetado de Hyperbola contienen una colección de problemas comunes y la gravedad que se debe colocar en ellos para su desarrollo, como backporting, versiones de paquetes y parches Debian.

### Codenames
Hyperbola coloca alias a sus lanzamientos estables usando nombres de galaxias como nombres de código para identificar diferentes lanzamientos distintos a las versiones numéricas elegidas de la lista de galaxias más cercanas conocidas de la Vía Láctea, en orden ascendente de distancia.

### Ciclo de lanzamiento
La versión estable de Hyperbola se lanza aproximadamente cada 3 años. Los lanzamientos de puntos estarán disponibles cada varios meses. Cada versión de Hyperbola, recibirá dos años de actualizaciones de seguridad adicionales proporcionadas por su Equipo después de su Final de vida (EOL). Sin embargo, no se harán lanzamientos puntuales. Ahora cada versión de Hyperbola puede recibir 5 años de soporte de seguridad en total.

## Instalación
Hay dos formas de instalar Hyperbola, ya sea desde cero usando las imágenes vivas o migrando desde un sistema existente basado en Arch.